# Ferarock
 (août 2014).
La Ferarock (acronyme de Fédération des Radios Rock, puis Fédération des radios associatives musiques actuelles) est née au début des années 1990. C'est une association loi de 1901, au même titre que les radios qui lui sont rattachées. C'est au cours des « États Généraux du Rock » à Montpellier, qu'a eu lieu la première rencontre entre plusieurs radios associatives: Radio 666, Radio Béton, Radio Dio, Eko des garrigues, Radio Primitive et Radio FMR.    
Très vite, d'autres radios ont rejoint la Ferarock. Fin 1991, on pouvait en compter 18. En 2014, la Ferarock regroupe 20 radios en France ainsi que deux cousines belges et une cousine canadienne. En 2025, la fédération compte parmi ses membres 25 radios françaises et 5 à l'étranger.

## Présentation
La Ferarock n'est ni un réseau, ni une régie de programme. Elle regroupe des radios associatives indépendantes qui ont chacune une programmation différente. Elle n'a jamais eu pour but d'adopter un programme unique national. Elle propose à ses radios adhérentes des actions communes ponctuelles ou régulières mais toujours concertées.          
Elle regroupe des radios associatives ayant pour finalité de diffuser principalement les musiques actuelles en émergence ou peu exposées sur les radios nationales et commerciales, de soutenir les groupes locaux. Cette programmation musicale des radios Ferarock est souvent complétée par des programmes et émissions « alternatifs » animés par des bénévoles. Ces radios accordent un regard particulier à la scène française ou issue de l'espace francophone.
Musicalement, les radios Ferarock diffusent ce qui leur plaît. Qu'il s'agisse de superproductions internationales ou de la nouvelle démo du groupe local. Sur les radios Ferarock, les artistes émergents peuvent être en aussi forte rotation que les artistes ayant une notoriété plus importante. 
Si les radios Ferarock ont un engagement musical particulier, il n'en demeure pas moins qu'elles sont aussi des radios locales. Acteurs de leur scène musicale locale, elles sont présentes sur divers aspects musicaux : productions, groupes, concerts, festivals, spectacles, disquaires, etc. Les radios Ferarock rendent également compte de l'actualité sociale, culturelle et politique de leur région,.

## Classements de la Ferarock
La Ferarock édite deux classements mensuels, La Féraliste (classement des albums) et Le Trente de France (artistes dont la langue maternelle est le français), synthèses des diffusions des radios membres de la fédération. Ils sont transmis à certains professionnels de la musique et publiés sur le site Internet de la Ferarock.

## Partenariats de la Ferarock

### Partenariats avec les organismes institutionnels
La Ferarock a développé des rapports avec certains acteurs des musiques actuelles, dont les projets, touchant à la structuration du secteur, au soutien de la scène musicale émergente et à l'expression de la diversité culturelle, sont en phase avec le projet de la Ferarock. Ces partenaires institutionnels sont notamment le FAIR, le Réseau Printemps, l'IRMA (l'Officiel de la Musique), la FEDELIMA ou AGI-SON.
La Ferarock est notamment membre de la CNRA, qui regroupe plus de 260 radios associatives. La fédération et ses radios adhérentes sont actives au travers de nombreuses associations et organisations locales, régionales, nationales et internationales.

### Partenariats albums
La Ferarock propose aux labels, groupes et artistes différentes modalités de partenariats pour accompagner une sortie d'album, relayés sur toutes les radios de la fédération et sur son site Internet. 
La Ferarock propose d'accompagner les partenariats-albums en faisant connaître les dates de la tournée de l'artiste ou du groupe. Les partenariats-tournée sont d'une durée maximale de six mois. Si la tournée passe dans une ville couverte par une radio de la Ferarock, cette radio s'engage à annoncer le concert dans les deux semaines qui le précèdent.

### Exemples de partenariats concerts en 2017
- Du 19 au 22 avril 2017, la Ferarock s'est installée à la 41e édition du Printemps de Bourges, pour deux heures d'émission quotidienne[11].
- Du 13 au 15 juillet 2017, les radios membres de la Ferarock étaient en direct depuis le Dour Festival, en Belgique, pour sa 29e édition[12].
- Les 25 et 26 août 2017, les radios Ferarock ont embarqué leur studio mobile à Charleville-Mézières pour un direct de la 13e édition du Cabaret vert[13].
- Du 7 au 9 décembre 2017, Rennes a accueilli la 22e édition du festival Bars en Trans, d'où furent produites en direct trois émissions pour les radios Ferarock[14].

## Radios adhérentes
- France
  - Auvergne-Rhône-Alpes
    - Radio Méga à Valence (Drôme)
    - C'rock radio à Vienne (Isère)
    - Radio Dio à Saint-Étienne (Loire)
    - Sol FM à Lyon (Rhône)

  - Bretagne
    - Radio Activ' à Saint-Brieuc (Côtes-d'Armor)
    - Fréquence Mutine à Brest (Finistère)
    - Canal B à Rennes (Ille-et-Vilaine)

  - Centre-Val de Loire
    - Radio Béton à Tours (Indre-et-Loire)

  - Grand Est
    - Radio Primitive à Reims (Marne)

  - Hauts-de-France
    - RCV à Lille (Nord)
    - Radio PFM à Arras (Pas-de-Calais)

  - Normandie
    - Radio 666 à Caen (Calvados)
    - Radio Pulse à Alençon (Orne)
    - Ouest-Track au Havre (Seine-Maritime)

  - Nouvelle-Aquitaine
    - RPG à Guéret (Creuse)
    - BEAUB FM à Limoges (Haute-Vienne)

  - Occitanie
    - Radio Ballade à Espéraza (Aude)
    - Raje à Nîmes (Gard) et Avignon (Var)
    - FMR à Toulouse (Haute-Garonne)
    - Distorsion à Auch (Gers)
    - Eko des garrigues à Montpellier (Hérault)
    - Radio Coteaux à Auch (Gers) et Tarbes (Hautes-Pyrénées)

  - Pays de la Loire
    - Jet FM à Nantes (Loire-Atlantique)
    - Radio Alpa au Mans (Saône-et-Loire)
- Belgique
  - Équinoxe à Namur
  - Radio Panik à Bruxelles
  - RQC à Mouscron
- Canada
  - CIBL Radio Montréal
  - CISM Radio Montréal